# Яуньєлгавський край
Яуньє́лгавський кра́й (латис. Jaunjelgavas novads) — адміністративно-територіальна одиниця Латвійської Республіки. Розташований у південній частині країни, в історичному регіоні Семигалія. Адміністративний центр — Яуньєлгава. Створений 2009 року. Площа — 685 км². Населення — 5797 осіб (2011). До складу краю входять 1 місто і 6 волостей.

## Населення
Національний склад краю за результатами перепису населення Латвії 2011 року.
| Національність | К-сть | %        |
| -------------- | ----- | -------- |
| Латиші         | 4822  | 83,18 %  |
| Росіяни        | 595   | 10,26 %  |
| Білоруси       | 110   | 1,90 %   |
| Українці       | 62    | 1,07 %   |
| Поляки         | 41    | 0,71 %   |
| Литовці        | 105   | 1,81 %   |
| Інші           | 62    | 1,07 %   |
| Загалом        | 5797  | 100,00 % |